# Il giorno del perdono (film)
Il giorno del perdono (Le Grand Pardon 2) è un film del 1992 diretto da Alexandre Arcady.
È il sequel del film del 1982 Il grande perdono (Le Grand Pardon).

## Trama
Il mafioso Raymond Bettoun, padrino di una famiglia di boss mafiosi ebrei, esce dopo 10 anni di carcere e raggiunge il figlio Maurice a Miami, in Florida. Quest'ultimo sembra essere diventato un onesto uomo d'affari. Per riuscire nelle sue operazioni immobiliari, l'acquisizione dell'isola di Saruba, unirà le forze con un trafficante di droga, Pasco Meisner.
Maurice non sa che Meisner gli è stato mandato da suo cugino Roland, che aveva tradito ed è stato dato per morto dieci anni prima. Poco tempo dopo, il fratello di Roland, Elie, denuncia Maurice alle autorità, mentre Roland sequestra il carico di droga di Meisner. Sebbene sia furioso con Maurice per essersi compromesso con un trafficante, inizia una guerra in cui Raymond combatterà una battaglia per cercare di salvare suo figlio e ciò che resta della sua famiglia.